# Tsaangi
Tsaangi (auch Batsangui, Icaangui, Itsaangi, Itsangi, Tcengui, Tchangui und Tsangi) ist eine Bantusprache und wird von circa 22.210 Menschen in der Republik Kongo und in Gabun gesprochen (Zensus 2000). 
In Gabun wird sie von Angehörigen der Batsangui gesprochen.
Sie ist in der Republik Kongo in der Region Niari mit circa 13.600 Sprechern und in Gabun in der Provinz Haut-Ogooué westlich und südwestlich von Franceville mit circa 8610 Sprechern verbreitet.

## Klassifikation
Tsaangi ist eine Nordwest-Bantusprache und gehört zur Njebi-Gruppe, die als Guthrie-Zone B50 klassifiziert wird.